# Distrito electoral de Rosiclare (Illinois)
Rosiclare (en inglés: Rosiclare Precinct) es un distrito electoral ubicado en el condado de Hardin en el estado estadounidense de Illinois. En el Censo de 2010 tenía una población de 1186 habitantes y una densidad poblacional de 66,88 personas por km².

## Geografía
Rosiclare se encuentra ubicado en las coordenadas 37°25′29″N 88°21′55″O / 37.42472, -88.36528. Según la Oficina del Censo de los Estados Unidos, Rosiclare tiene una superficie total de 17.73 km², de la cual 16.33 km² corresponden a tierra firme y (7.89%) 1.4 km² es agua.

## Demografía
Según el censo de 2010, había 1186 personas residiendo en Rosiclare. La densidad de población era de 66,88 hab./km². De los 1186 habitantes, Rosiclare estaba compuesto por el 96.46% blancos, el 0.51% eran afroamericanos, el 1.69% eran amerindios, el 0.67% eran asiáticos, el 0% eran isleños del Pacífico, el 0.25% eran de otras razas y el 0.42% pertenecían a dos o más razas. Del total de la población el 1.52% eran hispanos o latinos de cualquier raza.